# Волфартсдейк
Волфартсдейк (нід. Wolphaartsdijk) — село в нідерландській провінції Зеландія. Входить до муніципалітету Гус.
Його площа становить 35,36 км², а населення станом на 2021 рік складало 1 970 осіб.
До 1970 року мало статус окремого муніципалітету.

## Галерея

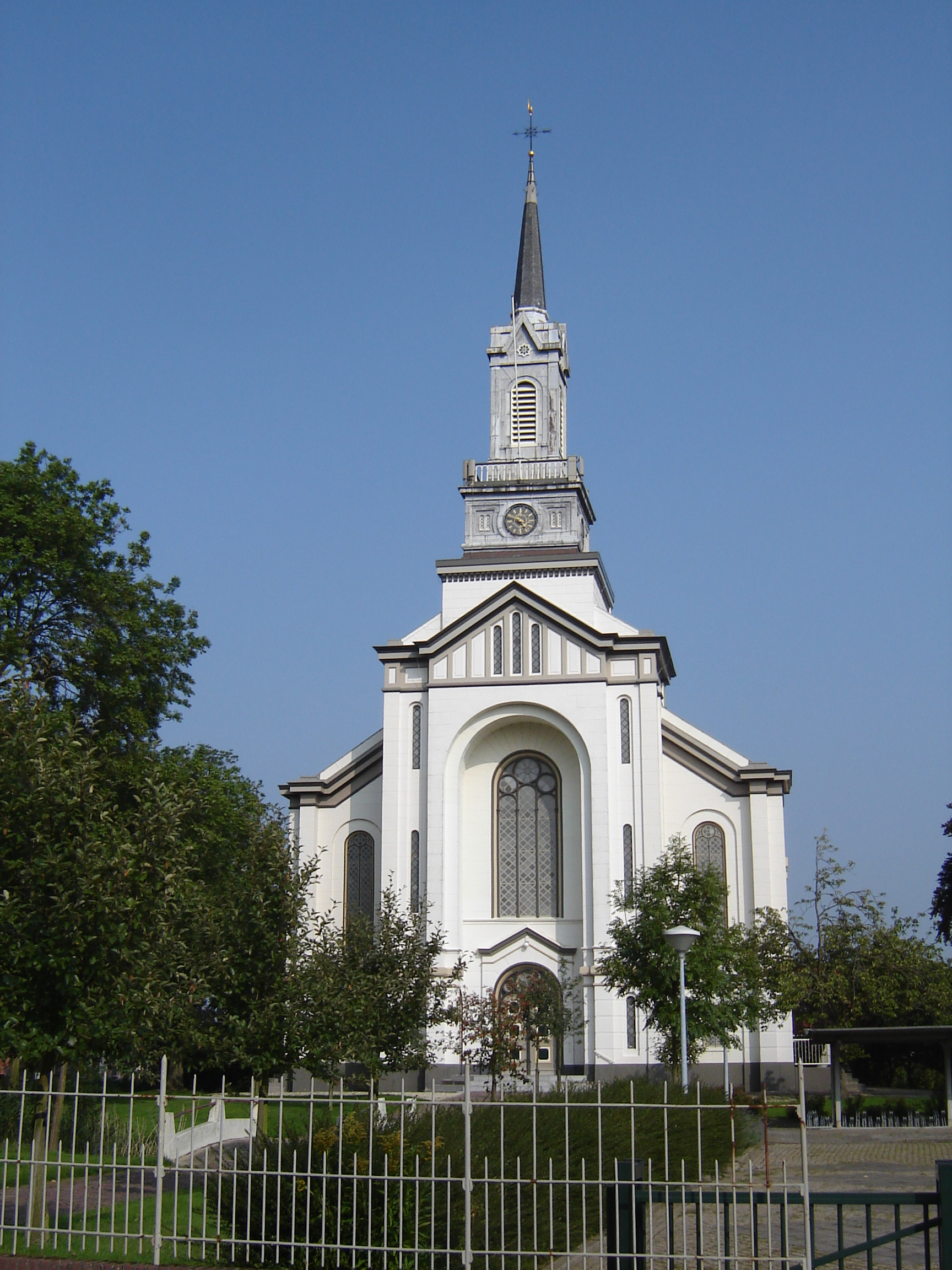
Церква св. Ніколауса
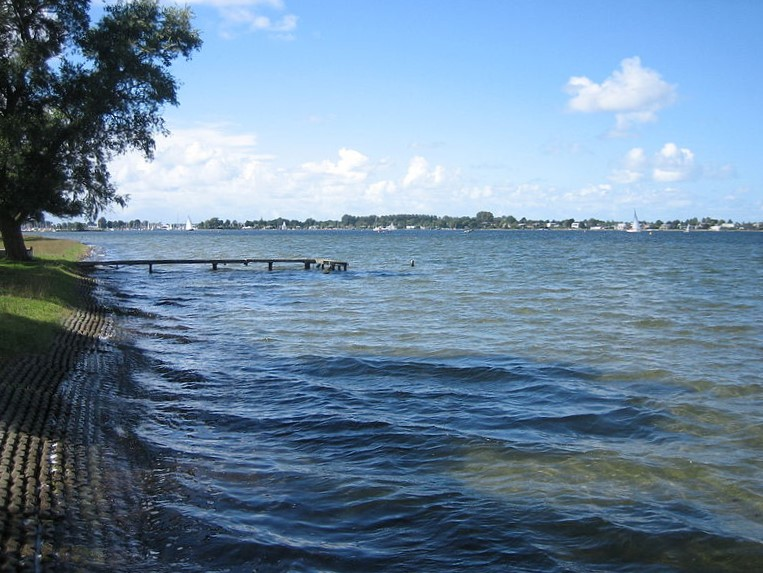
Водосховище Версе-Мер